# Noegzar Lobzjanidze
Noegzar Lobzjanidze (Georgisch: ნუგზარ ლობჟანიძე) (7 september 1971) is een voormalig voetballer uit Georgië, die gedurende zijn loopbaan speelde als verdediger voor onder meer Gorda Roestavi en Dinamo Tbilisi. Hij beëindigde zijn actieve carrière in 1999 bij het Griekse Skoda Xanthi.

## Interlandcarrière
Lobzjanidze speelde in de periode 1993-1997 dertien officiële interlands (nul doelpunten) voor het Georgisch voetbalelftal. Hij luisterde zijn debuut voor de nationale ploeg op met een eigen doelpunt, op 25 mei 1993 in het vriendschappelijke duel tegen Azerbeidzjan.

## Erelijst
Dinamo Tbilisi
- Georgisch landskampioen

1994, 1995, 1996, 1998
- Georgisch bekerwinnaar

1994, 1995, 1996